# Deres bikapók
A deres bikapók (Eresus hermani) a bikapókfélék családjába tartozó, Közép-Európában élő pókfaj. Tudományos nevét Herman Ottó tiszteletére kapta. 

## Megjelenése

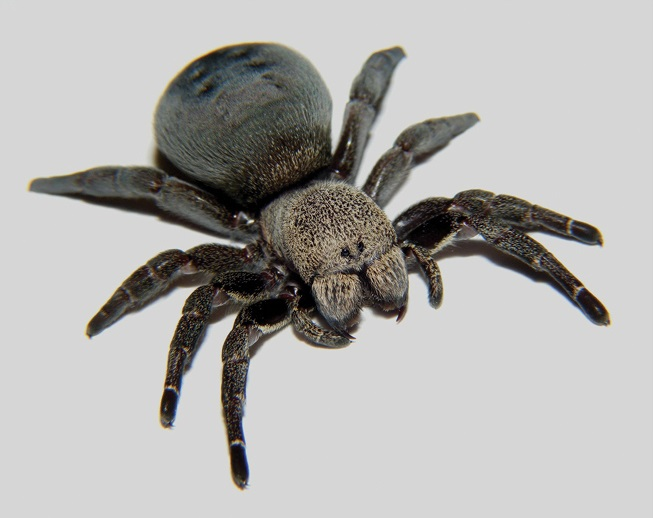
Nőstény bikapók

A deres bikapók ivari dimorfitása igen feltűnő. A hím 8-11 mm-es, fejtora fekete, hátsó részén vörös szőrökkel. Potroha élénkpiros, négy darab, négyzetesen elhelyezkedő fekete ponttal; ezek körül gyakran fehér gyűrű látszik. Az első lábpár fekete, erős fehér gyűrűkkel; a második, harmadik és negyedik lábpár fekete-piros, kisebb-nagyobb mértékben gyűrűzött. A második lábpár combíze teljes egészében vörös, a térdíz is vörös, fehér szőrei nincsenek. A vörös szőrzet nem éri el a fejtor középvonalát. Fejtorának hossza 2,9–4,1 cm.
A nőstény nagyobb, 10-16 (20) mm hosszú, teljesen sötétszürke, a csáprágók alapízén, illetve a potroh elülső részén sűrű zöldesszürke szőrökkel. Lábai kevéssé gyűrűzöttek. Fejtorának hossza 6,6–9,9 mm, nagyobb a skarlát bikapók nőstényénél.

### Hasonló fajok
A skarlát bikapókkal és a sárgafejű bikapókkal lehet összetéveszteni. 

## Elterjedése
Közép-európai faj, eddig Magyarországon és Csehországban találták meg.
Déli fekvésű domboldalak, lejtők bokrokkal, cserjékkel tagolt, de mégis nyílt mészkő- vagy dolomitsziklagyepeinek (ún. pannon sziklagyepek), tisztásainak lakója. 

### Életmódja
A deres bikapók földbe ásott lyukban, aknában él. A néhány centiméter mély aknát pókselyemmel bélelik ki, bejáratát beszövik, a bejárattól pedig fonalakat húznak szét a környező kisebb tereptárgyakhoz. A fonalakba beleakadt áldozatra rárontanak, a lábak ízek közötti, kitinnel nem védett részbe belemarnak és megbénítják. Nagy, erősen páncélozott bogarakat (pl. ganajtúrókat, virágbogarakat, gyászbogarakat) is képesek így elejteni. A zsákmányt az aknában fogyasztják el, majd vázának maradékát kitakarítják. 
A nőstény egész életét az aknában tölti, csak nagyon ritkán hagyja el azt. A hímek is az aknában élnek, míg ivaréretté nem válnak, ekkor a felszínen kóborolva keresik a nőstények tárnáit. Ha a hímet megzavarják, jellegzetes módon igyekszik elzavarni támadóját: első két lábpárját az előtesthez szorítják, csáprágóikat széttárják, színes potrohukat felemelve rángatóznak. A nőstény széttárt lábakkal és csáprágóval igyekszik elriasztani támadóját és szükség esetén megmarja. Csáprágóik képesek átütni az ember bőrét, de helyi fájdalomtól eltekintve nem jelent veszélyt. 
A hím tavasszal, március-áprilisban, néha május elején keresi a nőstényt (ebben eltér a később aktív többi rokonától), ilyenkor lehet meglátni a felszínen. Ha rátalál, beköltözik a nőstény aknájába, egy ideig együtt vadásznak. A párzás után a nőstény rövid ideig még táplálkozik, majd véglegesen lezárja a bejáratot és az akna felső harmadánál lerakja a petecsomót, amelyet aktívan őriz. Közvetlenül a peték kikelése előtt a nőstény szervezete enzimeket kezd termelni, amelyek belülről megemésztik és néhány nap alatt elpusztul. A kikelő ivadékok anyjuk elfolyósodott szöveteivel táplálkoznak. Második vedlésük után elhagyjuk az aknát és a környéken saját tárnát ásnak.